# Tataregölen
Tataregölen är en sjö i Ydre kommun i Östergötland och ingår i Motala ströms huvudavrinningsområde.
Sjön ingår i naturreservatet Tataremossen. 